# Speed Racer (1967)
Speed Racer var en manga-tecknad TV-serie, skapad av Tatsuo Yoshida, som visades i Japan 1966-1968 och i USA 1967-1968 och handlade om en tonårig racerförare som faktiskt hette Speed Racer. Andra karaktärer var flickvännen Trixie, lillebror Spritle och dennes tama schimpans Chim-Chim, föräldrarna Pops Racer och Mom Racer samt Racer X.  De engelska rösterna i serien gjordes av Peter Fernandez, Corrine Orr, Jack Grimes och Jack Curtis. Peter Fernandez sjöng även signaturmelodin i introt.
År 1993 gjordes den amerikanska tecknade TV-serien The New Adventures of Speed Racer, med samma karaktärer. Förutom persongalleriet har den ingen koppling till originalserien utan betraktas som en reboot. Denna serie visades svenskdubbad i TV4:s "Junior" 1994.

### Fotnoter
1. ↑  ”"Matrix"-regissörer gör "Speed racer"”. Sundsvalls tidning. 1 november 2006. Arkiverad från originalet den 22 februari 2017. https://web.archive.org/web/20170222055816/http://www.st.nu/noje/matrix-regissorer-gor-speed-racer. Läst 20 februari 2017.